# Il dramma di una notte
Il dramma di una notte, conosciuto anche con il titolo Una notte a Calcutta, è un film del 1918 diretto da Mario Caserini. Di questa pellicola sopravvive attualmente un frammento di 227 metri (11 minuti), conservato in una cineteca olandese.

## Trama
Riccardo De Mauri sta per sposarsi. Quando suo fratello, l'ufficiale di marina Guido De Mauri rientra in Italia, riconosce nella futura cognata Nelly una donna frequentata in una casa di appuntamenti di Calcutta. All'epoca infatti Nelly si prostituiva per mantenere l'anziana madre e la sorellina Daisy. Morta la madre, Nelly torna in Italia dove conosce e si innamora di Riccardo. Guido decide di informare suo fratello del passato equivoco della futura sposa, ma Nelly dapprima gli chiede di tacere, poi tenta di ucciderlo. Infine accetta la proposta di Guido di andarsene, a patto che egli non riveli nulla a suo fratello. Rimasta sola, Nelly si suiciderà graffiandosi con le unghie intrise in un potente veleno indiano.